# Forma de curvatura
En geometria diferencial, la forma de curvatura descriu la curvatura d'una connexió de Cartan en un fibrat principal.
Pot ser considerada com una alternativa o una generalització del tensor de curvatura en geometria riemanniana.

## Definició
Sigui G un grup de Lie amb àlgebra de Lie {\displaystyle {\mathfrak {g}}}, i P → B un G-fibrat principal. Sigui ω una connexió d'Ehresmann sobre P (la qual és una forma 1-diferencial en P avaluada a {\displaystyle {\mathfrak {g}}}).
Llavors la forma de curvatura és la forma 2-diferencial de valor-{\displaystyle {\mathfrak {g}}} en P definida per
{\displaystyle \Omega =d\omega +{1 \over 2}[\omega \wedge \omega ]=D\omega .}
Aquí {\displaystyle d} representa la derivada exterior, .{\displaystyle [\cdot \wedge \cdot ]} és una forma diferencial avaluada a l'àlgebra de Lie, i D denota la derivada covariant exterior. És a dir, degut a que
{\displaystyle [\omega \wedge \omega ](X,Y)=([\omega (X),\omega (Y)]-[\omega (Y),\omega (X)])}
on X, Y són vectors tangents a P, llavors utilitzant la fórmula anterior obtenim que
{\displaystyle \,\Omega (X,Y)=d\omega (X,Y)+{1 \over 2}([\omega (X),\omega (Y)]-[\omega (Y),\omega (X)])=d\omega (X,Y)+[\omega (X),\omega (Y)].}
Existeix també una altra expressió per a Ω: Si X, Y són camps vectorials horitzontals a P, llavors
{\displaystyle 2\Omega (X,Y)=-[hX,hY]+h[X,Y]}
on hZ representa el component horitzontal de Z i a la dreta identifiquem un camp de vector vertical i un element d'àlgebra de Lie que el genera (camp vectorial fonamental), degut a que
{\displaystyle \sigma \Omega (X,Y)=\sigma d\omega (X,Y)=X\omega (Y)-Y\omega (X)-\omega ([X,Y])=-\omega ([X,Y]).}
Una connexió és anomenada plana si la seva curvatura val zero: Ω = 0. Equivalentment, una connexió és plana si el grup d'estructura pot ser reduït al mateix grup subjacent però amb la topologia discreta.

### Forma de curvatura en un fibrat de vectors
Si E → B és un fibrat de vectors, aleshores es pot considerar ω com una matriu d'1-formes i la fórmula superior esdevé l'equació d'estructura d'E. Cartan:
{\displaystyle \,\Omega =d\omega +\omega \wedge \omega ,}
On {\displaystyle \wedge } és el producte "wedge". Més concretament, si {\displaystyle \omega _{\ j}^{i}} i {\displaystyle \Omega _{\ j}^{i}} denoten components de ω i Ω respectivament, ({\displaystyle \omega _{\ j}^{i}} és una 1-forma i {\displaystyle \Omega _{\ j}^{i}} és un 2-forma) llavors
{\displaystyle \Omega _{\ j}^{i}=d\omega _{\ j}^{i}+\sum _{k}\omega _{\ k}^{i}\wedge \omega _{\ j}^{k}.}
Per exemple, per al fibrat tangent d'una varietat riemanniana, el grup d'estructura és O(n) i Ω és un 2-forma amb valors en l'àlgebra de Lie de O(n), i.e. les matrius antisimètriques. En aquest cas la forma Ω és una descripció alternativa del tensor de curvatura, i.e.
{\displaystyle \,R(X,Y)=\Omega (X,Y),}
Utilitzant la notació estàndard per al tensor de curvatura de Riemannian.

## Identitats de Bianchi
Si {\displaystyle \theta } és l'1-forma de valors vectorials canònica en el marc del fibrat, la torsió {\displaystyle \Theta } de la forma de connexió {\displaystyle \omega } és la 2-forma de valors vectorials definida per l'equació d'estructura
{\displaystyle \Theta =d\theta +\omega \wedge \theta =D\theta ,}
on, com a dalt, D denota la derivava covariant exterior.
La primera identitat de Bianchi pren la forma
{\displaystyle D\Theta =\Omega \wedge \theta .}
La segona identitat de Bianchi pren la forma
{\displaystyle \,D\Omega =0}
que és vàlida de manera general per a qualsevol connexió d'un fibrat principal.